# 마쓰바라시
마쓰바라시(일본어: 松原市)는 일본 오사카부 중부에 있는 시이다.
오사카부에 있는 2개의 정령지정도시(오사카시, 사카이시)와 모두 접하는 유일한 시이며, 오사카시의 베드타운으로 발전하고 있다.

## 지리
현재 오사카부의 지역 구분상 미나미카와치 지역에 포함되지만, 단난과 가와이 2곳을 제외하고는 옛 나카가와치군의 정촌이었다.
오사카부의 거의 중앙에 위치하며, 오사카시와 사카이시에 인접해 있어 오사카시 등의 베드타운으로 발전해 왔다.
시내에는 야마토강, 니시요케강, 히가시요케강이 흐른다.

### 인접한 자치체
오사카시, 사카이시, 야오시, 후지이데라시, 하비키노시

## 역사
5세기에 한제이 천황이 자신의 황궁인 시바가키궁(丹比柴籬宮)을 이 지역에 세웠다고 여겨진다. 현재의 마쓰바라 지역은 가와치국의 일부였고 지금도 가와치 지역에 속한다. 에도 시대에는 단난번(丹南藩)의 행정 중심지였다.
- 1889년 4월 1일 - 정촌제 시행으로 단보쿠군 마쓰바라촌, 아마미촌, 누노세촌, 미야케촌, 에가촌이 성립하였다.
- 1896년 4월 1일 - 나카카와치군이 성립하였다.
- 1942년 7월 1일 - 마쓰바라촌이 정으로 승격해 나카카와치군 마쓰바라정이 되었다.
- 1947년 1월 1일 - 아마미촌이 정으로 승격해 나카카와치군 아마미정이 되었다.
- 1955년 2월 1일 - 마쓰바라정, 아마미정, 누노세촌, 미야케촌, 에가촌이 합병해 오사카부에서 21번째로 시가 되어 마쓰바라시가 되었다.

## 교통

### 철도
- 긴키 닛폰 철도 미나미오사카선

### 도로
- 한와 자동차도
- 긴키 자동차도
- 니시메이한 자동차도(일본어판)
- 국도 제309호선 (일본)(일본어판)

## 인구
| 연도 | 인구      | ±% |
| ---- | --------- | -- |
| 1970 | 111,562명 | —  |
| 1975 | 132,662명 | —  |
| 1980 | 135,849명 | —  |
| 1985 | 136,455명 | —  |
| 1990 | 135,919명 | —  |
| 1995 | 134,457명 | —  |
| 2000 | 132,562명 | —  |
| 2005 | 127,276명 | —  |
| 2010 | 124,594명 | —  |
| 2015 | 120,750명 | —  |
| 2020 | 117,641명 | —  |